# Emmanuel Danann
Manuel Jorge Gorostiaga (Buenos Aires, 17 de abril de 1984), mejor conocido por su seudónimo en línea Emmanuel Danann, es un influencer, streamer, youtuber, músico, traductor público y activista político argentino conservador y libertario. Logró tener alcance mediático por su canal de YouTube, en donde suele criticar a la izquierda política, al feminismo, a las organizaciones LGBT, el globalismo y ecologismo. Además de ejercer como influencer político, también incursionó en la música donde lidera como vocalista la banda de rock Danann, formada en 2008, donde llevan nueve álbumes de estudio realizados. En 2021 ganó el premio Martín Fierro Digital a «Mejor influencer de opinión». En abril de 2024, fue condenado por la justicia por hostigamiento, acoso y amenazas a la periodista Marina Abiuso.

## Discografía
- 2011: El Juego
- 2016: Revolución
- 2018: Messiah Complex
- 2018: 1984
- 2023: Discurso de odio